# Studien zur Geschichte Südosteuropas
Studien zur Geschichte Südosteuropas ist eine wissenschaftliche Buchreihe, in der interdisziplinäre Studien zur südosteuropäischen Geschichte veröffentlicht werden. Die Reihe wurde 1986 von Gunnar Hering begründet und seitdem im Verlag Peter Lang herausgegeben. Derzeitige Herausgeber sind Olga Katsiardi-Hering, Max Demeter Peyfuss und Maria A. Stassinopoulou.
Neben der Geschichtswissenschaft behandelt die Reihe Sprach-, Politik- und Rechtswissenschaft mit Fokus auf der literatur- und kulturwissenschaftlichen Forschung. Sie umfasst sowohl Monographien als auch Sammelbände in deutscher und französischer Sprache.

## Bände
| Band | Autor (Herausgeber)                                               | Titel | Jahr | ISBN                   |
| ---- | ----------------------------------------------------------------- | --- | ---- | ---------------------- |
| 1    | Konstantin Loulos                                                 | Die deutsche Griechenlandpolitik von der Jahrhundertwende bis zum Ausbruch des Ersten Weltkrieges                                                   | 1986 | ISBN 3-8204-8558-9     |
| 2    | Hagen Fleischer                                                   | Im Kreuzschatten der Mächte – Griechenland 1941–1944. Okkupation, Resistance, Kollaboration                                                         | 1986 | ISBN 3-8204-8581-3     |
| 3    | Hans-Michael Boestfleisch                                         | Modernisierungsprobleme und Entwicklungskrisen. Die Auseinandersetzungen um die Bürokratie in Serbien 1839–1858                                     | 1987 | ISBN 3-8204-9443-X     |
| 4    | Savvas Andreas Katzikides                                         | Arbeiterbewegung und Arbeitsbeziehungen auf Zypern 1910–1982                                                                                        | 1988 | ISBN 3-8204-0100-8     |
| 5    | Irene Montjoye (Hrsg.)                                            | Oscar Wildes Vater über Metternichs Österreich. William Wilde – ein irischer Augenarzt über Biedermeier und Vormärz in Wien                         | 1989 | ISBN 3-631-41631-8     |
| 6    | Christine Adriaenssen                                             | Auguste de Gérando. Ein französischer Zeuge der ungarischen Reformära (1819–1849)                                                                   | 1991 | ISBN 3-631-43854-0     |
| 7    | Christina Koulouri                                                | Dimensions idéologiques de l'historicité en Grèce (1834–1914). Les manuels scolaires d'histoire et de géographie                                    | 1991 | ISBN 3-631-44237-8     |
| 8    | Nicolas Karapidakis                                               | Civis fidelis; l'avènement et l'affirmation de la citoyenneté corfiote (XVIème - XVIIème siècles)                                                   | 1992 | ISBN 3-631-43434-0     |
| 9    | Maria A. Stassinopoulou                                           | Weltgeschichte im Denken eines griechischen Aufklärers. Konstantinos Michail Koumas als Historiograph                                               | 1992 | ISBN 3-631-45024-9     |
| 10   | Gunnar Hering (Hrsg.)                                             | Dimensionen griechischer Literatur und Geschichte. Festschrift für Pavlos Tzermias zum 65. Geburtstag                                               | 1993 | ISBN 3-631-45811-8     |
| 11   | Muhammad as-Sayyid Omar                                           | Anton Prokesch-Osten. Ein österreichischer Diplomat im Orient                                                                                       | 1993 | ISBN 3-631-44681-0     |
| 12   | Charoula Argyriadis                                               | Staatsbilder und Rechtspraktiken. Das juristisch-politische Profil der Entstehung des neugriechischen Staates (1821–1827)                           | 1994 | ISBN 3-631-44993-3     |
| 13   | Ioanna Mylonaki                                                   | Die Suche nach der «Nationalen Identität». Eine griechische literarische Zeitschrift der Zwischenkriegszeit                                         | 1995 | ISBN 3-631-48335-X     |
| 14   | Anna Matthaiou                                                    | Aspects de l'alimentation en Grèce sous la domination ottomane. Des réglementations au discours normatif                                            | 1997 | ISBN 3-631-31033-1     |
| 15   | Fotini Assimacopoulou                                             | Gobineau et la Grèce | 1999 | ISBN 3-631-34130-X     |
| 16   | Wladimir Fischer                                                  | Dositej Obradovic als bürgerlicher Kulturheld. Zur Formierung eines serbischen bürgerlichen Selbstbildes durch literarische Kommunikation 1783–1845 | 2007 | ISBN 978-3-631-54214-9 |
| 17   | Maria Oikonomou, Maria A. Stassinopoulou, Ioannis Zelepos (Hrsg.) | Griechische Dimensionen südosteuropäischer Kultur seit dem 18. Jahrhundert. Verortung, Bewegung, Grenzüberschreitung                                | 2011 | ISBN 978-3-631-61688-8 |
| 18   | Lilia Diamantopoulou                                              | Griechische visuelle Poesie. Von der Antike bis zur Gegenwart                                                                                       | 2016 | ISBN 978-3-631-67423-9 |